# كاثرين كولتر
كاثرين كولتر (بالإنجليزية: Catherine Coulter)‏ (26 ديسمبر 1942، مقاطعة كامرون في الولايات المتحدة)؛ كاتِبة وروائية أمريكية.